# Traba (Coristanco)
Traba (llamada oficialmente Santa María de Traba) es una parroquia española del municipio de Coristanco, en la provincia de La Coruña, Galicia.

## Entidades de población
Entidades de población que forman parte de la parroquia:
- Abellariza (A Abellariza)
- La Iglesia (A Igrexa)
- Carballal (O Carballal)
- Cerqueirás (Cerqueirás de Abaixo)
- Muiñoseco (Muíño Seco)
- Río (O Río)
- Rueiro (O Rueiro)
- San Roque
- Trabuxáns
- Varela (A Varela)
- Conles

## Demografía
| Gráfica de evolución demográfica de Traba entre 2000 y 2019 |
|                                                             |
| Datos según el nomenclátor publicado por el INE.            |